# Jasienica Gubińska
Jasienica Gubińska – zamknięta w 2000 roku stacja kolejowa w Jasienicy, w gminie Brody, w powiecie żarskim, w województwie lubuskim. Położona jest przy linii kolejowej z Wrocławia Muchoboru do Guben. Została oddana do użytku w 1846 roku.
W 2017 roku budynek stacji został rozebrany.